# Лидва-Шумилово
Лидва-Шумилово — нежилая деревня в Печорском районе Псковской области России. Входит в состав сельского поселения «Лавровская волость».
Расположена в 7 км к востоку от волостного центра, деревни Лавры, и в 38 км к югу от райцентра, города Печоры.

## Население
Постоянное население по состоянию на конец 2000 года в деревне отсутствовало.
| 2001 | 2002 | 2010 |
| ---- | ---- | ---- |
| 0    | ↗1   | ↘0   |